# شهر ترسناک
شهر ترسناک (به انگلیسی: The Frightened City) فیلمی محصول سال ۱۹۶۱ و به کارگردانی جان لمونت است. در این فیلم بازیگرانی همچون هربرت لام، جان گرگسون، شان کانری، آلفرد ماکرز، یووانی رومین، جورج پاستل و کنت گریفیت ایفای نقش کرده‌اند.